# Uromenus antennatus
Uromenus antennatus är en insektsart som först beskrevs av Brunner von Wattenwyl 1882.  Uromenus antennatus ingår i släktet Uromenus och familjen vårtbitare. Inga underarter finns listade i Catalogue of Life.